# Англо-шведская война
Англо-шведская война — формальное состояние войны между Великобританией и Швецией в 1810—1812 годах.
Во времена наполеоновских войн Швеция была союзницей Великобритании, воюя против Франции. Однако после проигрыша войны России Швеция была вынуждена по Фридрихсгамскому миру 1809 года заключить мир с Наполеоном. Мир был подписан в Париже в 1810 году. Швеции пришлось присоединиться к континентальной блокаде и объявить торговое эмбарго Англии. Так как Великобритания была крупнейшим торговым партнёром Швеции, то в реальности торговля продолжалась за счёт контрабанды.
13 ноября 1810 года Франция выдвинула Швеции ультиматум, потребовав, чтобы та в пятидневный срок
- объявила войну Великобритании,
- конфисковала все британские суда в шведских портах,
- конфисковала все британские товары в Швеции.

Невыполнение этих условий привело бы к войне Швеции против Франции и её союзников, поэтому 17 ноября шведское правительство приняло ультиматум и объявило войну Великобритании.
Тем не менее во время этой «войны» никаких боевых действий не велось; более того, английские суда продолжали пользоваться стоянкой на шведском острове Ханё в Балтийском море.
Когда шведским кронпринцем стал Жан Батист Бернадот, то отношения между Швецией и Францией стали ухудшаться, а когда в 1812 году Франция оккупировала Шведскую Померанию и остров Рюген, то Швеция начала искать способ заключить мир с Великобританией. После долгих переговоров мирный договор был подписан 18 июля 1812 года в Эребру, вместе с договором, завершившим войну между Великобританией и Россией.